# Герб Бургундії
Герб Бургундії — герб регіону на сході Франції.

## Опис
Щит потвертовано: 1 і 4 сині поля усіяні золотими лілеями та мають срібно-червону облямівку, а в 2 і 3 шість золотих і синіх смуг у перев'яз та червона облямівка.

## Історія
Перший герб герцогства Бургундія, був вперше використаний за правління Еда II Бургундського (1143—1162). Теперішній герб складено в XIV столітті на основі особистого герба Філіпа II (1363–1404) і герцогства Бургундії. Особистий герб створено на основі герба франції із додаванням блямівки, що символізувала молодшого сина. Оскільки Філіп був графом Турені, то даний герб символізував і цей регіон. 

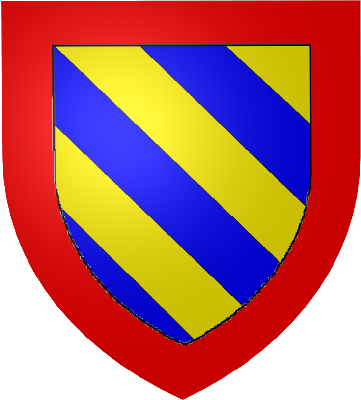
Герб герцогства Бургундія (1143-1363)
Герб Філіпа II Бургундського та Турені
Герб Франції, як основа герба молодшого сина французького короля
Герб герцога Бургундського (1404-1430)
Герб герцога Бургундського 1430-1482 (великий)
Герб герцога Бургундського з 1430 року
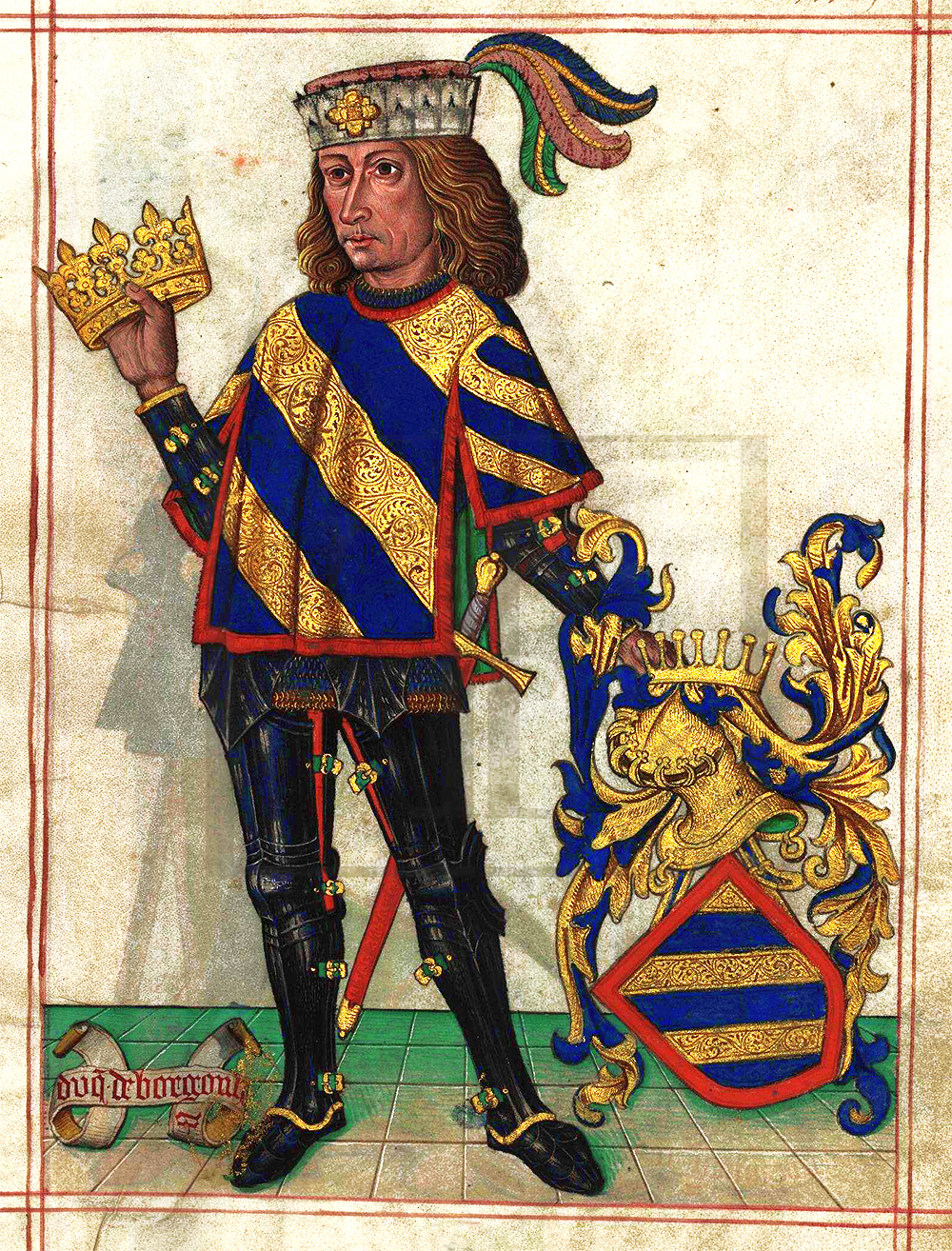
Герцог Бургундії (1509)